# Brahmaea certhia
Die Art Brahmaea certhia ist ein Schmetterling aus der Familie der Brahmaspinner (Brahmaeidae). Sie ist in China und auf der koreanischen Halbinsel verbreitet.

## Merkmale
Der Falter Brahmaea certhia erreicht eine Flügelspannweite von etwa 100 bis 120 Millimetern, seltener auch bis 130 Millimeter. Die Länge der Vorderflügel beträgt 55 bis 60 Millimeter, wobei das Weibchen größer als das Männchen ist und breitere, rundere Flügel hat.
Die Grundfarbe der Flügel ist schwarzbraun. Um ein dunkles Mittelfeld herum zieren mehrere hellgrau-braune Wellenquerbänder den Vorderflügel am Außen- und Innenrand. Auch der Außenrand der Hinterflügel ist fast bis zur Hälfte des Flügels mit noch stärker ausgeprägten Wellenbändern gleicher Färbung gezeichnet. Damit ist er auf rissiger Borke sehr gut getarnt. Die vordere Thoraxseite (kraniolateral) und das ventrale Abdomen sind grau gefärbt.
Zur Unterscheidung vom Männchen trägt das Weibchen etwas breitere Wellenbänder auf den Hinterflügeln, seine Antennen sind etwas schmaler.
Die Flugzeit der Falter dauert von Juni bis Anfang Juli in einer Generation im Jahr.

## Entwicklung
Im dritten Larvenstadium sind die Raupen bräunlich gefärbt mit einer violetten Dorsaltönung. Bis dahin fallen die stark eingedrehten Scoli auf, die ab dem vierten Larvenstadium nicht mehr ausgeprägt werden.
Die Raupen ernähren sich hauptsächlich von Stumpfblättrigem Liguster (Ligustrum obtusifolium), aber auch von anderen Ligusterarten, Mandschurischer Esche (Fraxinus mandshurica) und Amur-Flieder (Syringa reticulata amurensis).
Bei einer Störung geben die Raupen oft ein Mix aus scharfem Zischen und quietschendem Gezwitscher von sich. Zur Verteidigung richten die Raupen den Thorax auf, strecken dem Feind die Augenflecken entgegen und tanzen mit Kopf und Thorax wild hin und her, als würden sie gleich zuschlagen.
Die Larvenentwicklung dauert von Juni bis August. Kurz vor der Verpuppung stellen die Raupen die Nahrungsaufnahme ein und steigen auf den Boden hinab. Dort bilden sie relativ glatte Puppen mit sehr kurzen Cremastern. Sie verpuppen sich ohne Kokon entweder im Boden oder unter Falllaub. Die kleine Puppe ist etwa 35 Millimeter lang und schwarz mit einer grauen Beschichtung.

## Verbreitung und Habitat
Brahmaea certhia kommt in Zentral- und Nordchina, auf der Koreanischen Halbinsel und im äußersten Südosten Russlands vor. Dort besiedeln sie feuchte Tallaubwälder.

## Taxonomie und Nomenklatur
Die Art Bombyx certhia wurde erstmals 1793 von dem Zoologen und Entomologen Johann Christian Fabricius in seinem Werk Entomologia Systematica Emendata Et Aucta. Secundum Classes, Ordines, Genera, Species Adjectis Synonymis, Locis, Descriptionibus, Observationibus beschrieben. Als der Entomologe Francis Walker sie 1855 nebst weiteren Arten in eine eigene Gattung Brahmaea klassifizierte, wurde B. certhia als erstentdeckte Art zum Typus dieser Gattung nominiert.